# 小吻翎電鰻
小吻翎電鰻，為輻鰭魚綱電鰻目線翎電鰻科的其中一種，為熱帶淡水魚，分布於南美洲圭亞那、巴西、祕魯、哥倫比亞與委內瑞拉淡水流域，體長可達26.9公分，棲息在流動快速的溪流底中層水域，生活習性不明。

## 扩展阅读
維基物種上的相關：小吻翎電鰻